# Sphingius bilineatus
Sphingius bilineatus är en spindelart som beskrevs av Simon 1906. Sphingius bilineatus ingår i släktet Sphingius och familjen månspindlar. Inga underarter finns listade i Catalogue of Life.